# 2066 Палала
2066 Палала (2066 Palala) — астероїд головного поясу, відкритий 4 червня 1934 року.
Тіссеранів параметр щодо Юпітера — 3,516.